# Éducation conductive
L'éducation conductive (EC) (ou pédagogie conductive) est une méthode d'éducation spécialisée pour infirmes moteurs cérébraux (IMC), créée par le médecin pédiatre hongrois András Pető dans les années 1940.
C'est une approche globale, qui part d'un pari positif sur les capacités des IMC, où par une série de jeux et d'exercice, la personne handicapée est amenée à développer ses acquisitions par l'accompagnement d'un « conducteur », dont la particularité est d'être éducateur polyvalent, formé en quatre ans en psychologie, kinésithérapie, orthophonie, instruction publique, pour concevoir des exercices globaux, par opposition à des prises en charge traditionnelles plus parcellisées.
Élaborée à Budapest dans ce qui est aujourd'hui le plus grand centre mondial pour enfants IMC, elle s'est répandue dans le monde à l'ouverture des pays de l'Est,.
Depuis, elle s'est largement implantée au Royaume-Uni, en Israël, en Allemagne et aux États-Unis. Elle est aujourd'hui pratiquée dans près de 200 structures à travers le monde.
Des centres pilotes existent dans l'univers francophone en Belgique, notamment avec le centre La Famille à Bruxelles. 
À l’initiative de parents d’enfants touchés par le handicap moteur, plusieurs centres permanents et temporaires d’éducation conductrice ont été créés en France :
- 6 CENTRES PERMANENTS OUVERTS A L'ANNÉE :  
En 2008 : L'association EHM, Enfance Handicap Moteur de Pouilly-sur-Loire (Nièvre), active depuis 12 ans,
En 2012, L'association Honorine Lève-Toi/Centre d'éducation conductive de Bayeux (Calvados) qui "s'occupe d'enfants polyhandicapés".
En 2015, Le CEC du Gard à Clarensac (Gard),, actif depuis 9 ans,
En 2015, La Maison Escargot à Plédéliac (Côtes-d'Armor), actif depuis 5 ans,
En 2016, Le CEC du Grand Est à Bellemagny (Haut-Rhin) et le CEC du Tarn/La Maison des Petits Pas à Labruguière (Tarn)
En 2020, une nouvelle association essaie d'ouvrir une école à Paris,
En 2021, l'association CEC Nouvelle Aquitaine ouvre ses portes à Marcheprime (Gironde).
- 2 Centres temporaires:
l'AFPEC de Laval (Mayenne) et l'association SEIMC de Maucomble (Seine-Maritime)